# Laura Rodríguez Machado
Laura Elena Rodríguez Machado (Córdoba, 9 de abril de 1964) es una abogada y política argentina, perteneciente al partido Propuesta Republicana (PRO) del cual es Vicepresidente a nivel nacional. Fue Senadora Nacional por la provincia de Córdoba desde el 10 de diciembre de 2015 hasta el 9 de diciembre de 2021 y desde el 10 de diciembre de 2019 al 9 de diciembre de 2021, fecha en que venció su mandato como Senadora, ocupó la Vicepresidencia 2ª del Senado. En 2025 se postula en el cuarto puesto de la lista de La Libertad Avanza para renovar su banca como diputada nacional por Córdoba.

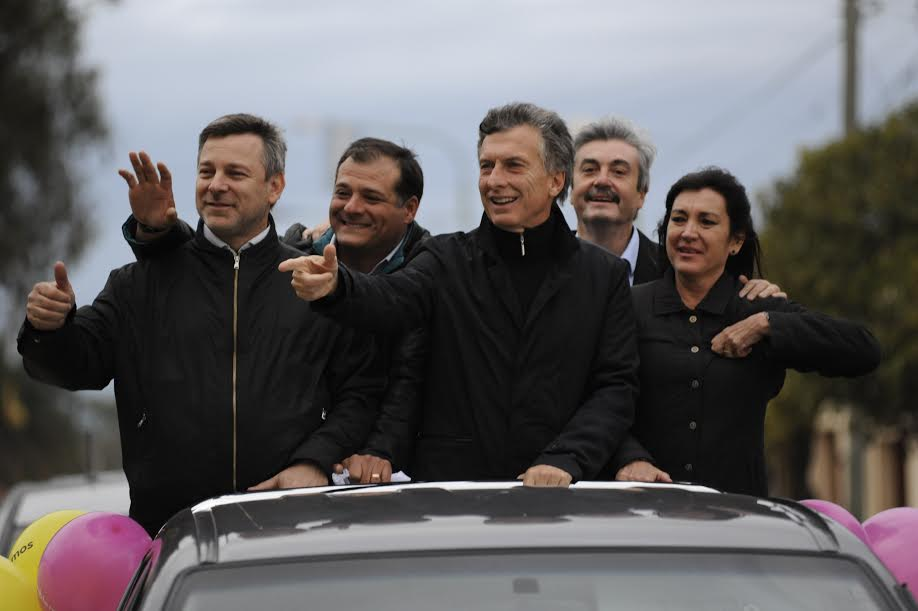
Rodríguez Machado y Macri de campaña en Córdoba, año 2015

## Biografía
Rodríguez Machado se graduó de abogada en la Universidad Nacional de Córdoba especializándose en derecho laboral. Fue Diputada Provincial por la Unión de Centro Democrático (UCeDe) durante dos mandatos 1991-1995 y 1995-1999.
Antes de las elecciones de 1998, algunos políticos de la UCeDe entre los que estaba Rodríguez Machado se escinden del partido debido a diferencias con la dirigencia encabezada por Germán Kammerath para formar el Partido Demócrata Liberal. En diciembre de 2015, Kammerath fue condenado a 3 años y medio de prisión e inhabilitación de por vida para ejercer cargos públicos por el delito de negociaciones incompatibles con el ejercicio de la función pública durante ese mandato, de hecho, dicho caso fue iniciado luego de una denuncia del mismo Luis Juez Desde este partido realizó una alianza con Acción por la República, presentándose como candidata a vicegobernadora por el partido de Domingo Cavallo junto al exjuez Guillermo Johnson. La fórmula obtuvo finalmente un total de 79.376 votos (5%) en la provincia, ocupando el tercer lugar.
Tras la victoria de Germán Kammerath en las elecciones por la intendencia de la ciudad de Córdoba, Rodríguez Machado fue nombrada via decreto por Kammerath Secretaria de Desarrollo Económico (1999-2003). Frente esta repartición, fue la responsable directa de rescindir, el contrato con la empresa TECSA, que por ese entonces representaba Jorge Lawson. Durante este período también fue Vocal Electa en el Tribunal de Cuentas de la Municipalidad de Córdoba (1999-2003), Vicepresidente del Directorio de la Agencia para el Desarrollo Económico de Córdoba (ADEC) (1999-2002)  y secretaria de Economía. Frente esta repartición, fue la responsable directa de rescindir, en el marco de un absoluto oscurantismo, un polémico contrato con la empresa TECSA, que por ese entonces representaba Jorge Lawson, quien sería años más tarde director del Banco Nación por Cambiemos. Recisión que ocasiono un costo de  400 millones de pesos al municipio cordobés. Entre 2001 y 2002 fue Subsecretaria de Desarrollo Económico de la Municipalidad de Córdoba, y entre 2002 y 2003 Secretaria de Economía y Finanzas de la Municipalidad de Córdoba. frente a la secretaría de Economía produjo incremento de la deuda pública municipal del 466% en dos años, que pasó de 61 a 354 millones de pesos. A pesar de que por ese entonces la municipalidad de Córdoba no brindaba algunos servicios básicos. Un año después sería denunciada judicialmente por el manejo de los recursos públicos, Rodríguez Machado fue denunciada junto a Kammerath ante el Fuero Anticorrupción de Córdoba por la retención indebida de dinero de los trabajadores municipales que debían ser destinados a pagar tarjetas de créditos y préstamos bancarios y fueron desviados a otros fines.
En las elecciones de 2013 fue candidata a Diputada Nacional por el PRO, ocupando el segundo lugar en la lista, por detrás del exárbitro de fútbol Héctor Baldassi, quien resultaría electo pero no así Rodríguez Machado.
En las elecciones de 2015 se presenta dentro del frente Cambiemos, que postula a Mauricio Macri. Rodríguez Machado ocupó el primer lugar en la lista a Senadores Nacionales. En 2016 su asesor y secretario fue arrestado por asociación ilícita y defraudación. La senadora lo calificó como un “excelente profesional, de extrema confianza”, en el marco de la causa euro mayor dónde fueron prestados empresarios cordobeses y altos cargos de Euromayor que libraron 2.700 cheques sin fondos por más de 100 millones de pesos. en dicha elección le permitió a Rodríguez Machado acceder al Senado.
El 10 de diciembre de 2015 asumió como Senadora Nacional. En la Cámara Alta integró, entre otras, las comisiones de Presupuesto y Hacienda, Economía Nacional e Inversión y la de Industria y Comercio.
En marzo de 2018 propuso modificar el artículo 36 de la ley 11.723, con el objetivo que las cadenas hoteleras no paguen a las entidades SADAIC, AADI y Capif los conceptos de derecho de autor por el uso de televisores que transmitan música y espectáculos artísticos dentro de sus instalaciones. Esto generó acciones de rechazo y protesta por músicos junto a las entidades que protegen las obras musicales.
En las elecciones legislativas de 2021 fue elegida diputada nacional para el periodo 2021-2025 ,en la lista que encabezó Rodrigo de Loredo que logró el 54% de los votos. [cita requerida]Su lugar en el senado lo ganó Luis Juez quien fue el candidato a senador en la lista. En 2024 criticaría la decisión de Macri de intervenir el pro en Córdoba, acusando al empresario de traición.

## Vida personal
Divorciada de Marcelo Asrin, con quien tuvo a su hija Agustina Adrián.
Si bien se la relacionó como pareja del ex intendente cordobés, Germán Kammerath, desmentido por un allegado, posteriormente aclararía que tuvo una relación amorosa por pocos meses.

## Libros
- Rodríguez Machado, Laura; Saravia, Mariano (2003). Fiestas populares de Córdoba – Historia popular. Córdoba, Argentina: Ediciones Del Boulevard. ISBN 987-556-022-7. Consultado el 23 de marzo de 2016.